# (6728) 1991 UM
(6728) 1991 UM (1991 UM, 1978 VT11) — астероїд головного поясу, відкритий 18 жовтня 1991 року.
Тіссеранів параметр щодо Юпітера — 3,644.